# Дагор Дагорат
Да́гор Да́горат (англ. Dagor Dagorath, з синдарину — «Битва Битв») — остання битва, завершальна історія Арди в легендаріумі Дж. Р. Р. Толкіна. Ця легенда виявляє велику схожість з німецько-скандинавським міфом про Рагнарок: в коментарі до видання «Легенди про Сігурда і Гудрун» Толкіна порівнюється роль, яку відіграє Турін Турамбар в Дагор Дагорат з роллю Сігурда .
Як відомо, опублікована версія «Сильмариліону» завершується докладним викладом подорожі Еаренділа Мореплавця, але в оригінальній версії книги (до публікації її готував Крістофер Толкін) історія завершується пророцтвом Мандоса про Останню Битву. Згадку про цю подію можна також знайти в заключній частині розділу «Акаллабет», де йдеться про те, що Ар-Фаразон і його смертні воїни, що ступили на землю Аману, були ув'язнені в Печерах Забуття, де вони залишаться до часу Останньої Битви та Дня Фатуму.
Згідно прогнозу, Мелькор знайде спосіб зламати Ворота Ночі і знищить Сонце та Місяць. Еаренділ повернеться з неба і зустріне Тулкаса, Манве (або Еонве, його герольда) і Туріна Турамбара на рівнинах Валінору. Всі вільні народи Середзем'я візьмуть участь в цій останній битві: і ельфи, і гноми, і люди. До них приєднаються Ар-Фаразон і нуменорці, що висадилися в Амані в 3319 році Другої епохи.
Там вони битимуться з Мелькором. Тулкас буде битися з ним, але впаде Мелькор від руки Туріна. Він встромить свій чорний меч гуртанг прямо в серце Мелькора, бажаючи помститися за Дітей Гуріна, і Пелори будуть зруйновані. Три Сильмарили будуть витягнуті із землі, неба і моря, і Феанор розіб'є їх, щоб віддати Світло, укладене в каменях, Яванни, яка знову запалить Дерева Валар, і гори Пелори впадуть, так що світло розіллється по всій Арді. На цьому битва завершиться, і Арда буде оновлена. Всі ельфи пробудяться до життя, і Стихії знову будуть юними.
І тоді зазвучить Друга Музика Айнурів, причому разом з Айнурами її будуть співати і люди. Невідомо, яким чином долі древніх рас і старого світу вплетуться в нову мелодію, навіть Айнури до кінця не обізнані про це. Все, що можна сказати про це — це те, що Друга Музика буде набагато величнішою, ніж Перша.
Готуючи «Сильмариліон» до публікації, Крістофер Толкін видалив пророцтво Мандоса, спираючись на версію «Валаквента» 1958 року, в якій письменник говорив, що його похмурі очікування не справдяться, і всі шрами Арди будуть навіки зцілені. Однак згодом він виявив серед рукописів Дж. Толкіна пізнішу версію розповіді про Останню битву, де Берен також виявляється серед її учасників, що доводить незгаслий інтерес професора до розробки цієї теми.